# Suspiria
Suspiria (bra: Suspiria ou Suspíria; prt: Suspiria) é um filme italiano de 1977, do gênero terror, dirigido por Dario Argento, com roteiro dele e Daria Nicolodi livremente baseado no ensaio de Thomas de Quincey Suspiria de Profundis.
O elenco tem Jessica Harper e Stefania Casini nos papéis principais, além das participações de Alida Valli e Joan Bennett. 

## Sinopse
Estudante americana de balé chega à conceituada academia alemã que a aceitara para iniciar seus estudos, mas logo se dá conta de que a escola é uma fachada para um mundo de assassinatos e bruxaria.

## Elenco
- Jessica Harper.....Suzy Bannion
- Stefania Casini....Sara
- Flávio Blucci......Daniel
- Miguel Bosé........Mark
- Barbara Magnolf....Olga
- Eva Axén...........Pat Hingle
- Joan Bennett.......madame Blanc
- Alida Valli........sra. Tarner